# Психология среды
Психология среды (энвайронментальная психология) — дисциплина, изучающая психологические аспекты взаимодействия человека и окружающей среды, влияние факторов материальной действительности на личность.
Понятие «окружающая среда» трактуется широко и включает как природные объекты, так и имеющие материальное воплощение социальные образования, созданные самим человеком материальные конструкции, информационные объекты и т. д. Выявляя закономерности взаимодействия личности и окружающей среды, становится возможным проектировать и изменять окружающую среду таким образом, чтобы она стимулировала социально-приемлемое поведение личности или позволяло бы прогнозировать наиболее вероятные модели её поведения.
Междисциплинарный характер психологии среды обуславливает внимание к таким далеко отстоящим друг от друга проблемам, как управление ресурсами общественной собственности городской среды (мест общего пользования), анализ комплексных средовых условий, стрессовое влияние среды на продуктивность личности.
Психология среды пересекается с такими дисциплинами, как наука о человеческом факторе, когнитивной эргономикой, архитектурной психологией, социо-архитектурой, экологической психологией, поведенческой географией, социальной экологией и др.

## История энвайронментальной психологии
Термин «энвайронментальная психология» (немец. Psychologie der Umwelt) впервые был использован немецким психологом Вильямом Гельпах (Willy Hellpach).
В 1958 году была образована исследовательская группа Вильяма Иттельсона (William Ittelson) и Гарольда Прошански (Harold Proshansky) в Городском университете Нью-Йорка. Финансирование исследователской группы осуществлял Национальный институт психического здоровья США. Группа занималась исследованием того, каким образом элементы пространственной и архитектурной окружающей среды психиатрической больницы воздействуют на поведение пациентов. Одним из итогов анализа была работа «Некоторые факторы, влияющие на проектирование и функционирование психиатрических учреждений» [Some factors influencing the design and function of psychiatric facilities. Mimeo report. Brooklyn College Psychology Dept., 1960]. Иттельсон впервые использовал термин «энвайронментальная психология» в выступлении «Энвайронментальная психология и архитектурное планирование» (Environmental Psychology and Architectural Planning) на Конференции американской больничной ассоциации (American Hospital Association), посвященной больничному планированию, проходившей в Нью-Йорке в 1964 году.
В последующем группа стремилась расширить сферу исследования, не ограничиваясь рамками проблемы влияния на поведение человека среды психиатрических больниц, но выявляя связи между поведением и физической средой в общем.
В 1968 году образовалась Ассоциация по исследованию проектирования среды (Environmental Design Research Association (EDRA)) В 1981 году появляется Международная ассоциация по исследованию человека и его физической среды (International Association for the study of people and their Physical Surroundings (IAPS)) которая в дальнейшем стала называться Международной ассоциацией по антропологически-энвайронментальным исследованиям (International Association People-Environment Studies). В 1976 году Американская психологическая ассоциация создала новое подразделение «Психология населения и окружающей среды» (Population and Environmental Psychology).

## Концепции

### Местность-идентификация
Концепция местности-идентификации (Place Identity) разработана Гарольдом Прошански (Harold Proshansky) из Городского университета Нью Йорка (City University of New York). Местность-идентификация определяется как «подструктура самоидентификации личности, состоящая из её представления об окружающем физическом мире». Следует учитывать символическую важность местности как средоточия наполняющих жизнь эмоций и взаимоотношений. Местность-идентификация является включением в личностное мировоззрение связанных с определенными характеристиками окружающей среды и их проявлениями воспоминаний, интерпретаций, идей, представлений, чувств.
Существует пять функций местности-идентификации:
- распознавание — на основе опыта обитания в среде, структур местности-обитания, осуществляется познание элементов любой данной физической среды;
- означивание — источник значений для элементов данной среды на основе релевантных когнитивных структур, что позволяет прогнозировать, какие события наиболее вероятны, какая модель людей в таких условиях распространена;
- требование выразительности — способность личности выражать вкусы и предпочтения, определять, каких качеств недостает признанию благоприятности данной среды;
- критерий преобразования — включает способность оценки личностью того, что правильно или неправильно в данной среде, как следует изменить её, чтобы расхождения между данной средой и местностью-идентификацией личности были минимальны;
- тревожная и защитная функция — сигнализирование об опасности и угрозе в данном физическом окружении, поиск средств избегания этих опасностей.

### Привязанность к местности
В процессе взаимодействия с окружающей средой люди описывают себя в категориях принадлежности к определенной местности. Связь с определенной местностью улучшает самооценку, формирует чувство комфорта, создает ощущение нахождения дома. Концепция привязанности к местности предлагает разнообразные подходы к анализу взаимодействия личности и среды, включая эмоциональные, когнитивные, поведенческие аспекты. Дискуссионным вопросом в рамках концепции считается проблема наличия доминанты в процессе формирования привязанности к местности, или интегративности всех составляющих взаимодействия со средой.

### Поведенческая обстановка
Согласно теории Роджера Баркера (Roger Barker), социальная обстановка оказывает влияние на поведение человека. В магазине люди принимают роль покупателей, в школе и церкви надлежащее поведение уже заложено, закодировано в местности. Роджер Баркер посвятил своё внимание определению данных поведенческих обстановок (поведенческий сеттинг — behavior settings) в книге «Один день мальчика» «One Boy’s Day» (1951). В нем дано фактически поминутное описание повседневного поведения мальчика с утра до вечера. Американский социолог настаивает, что следует отдавать приоритет в психологии Т-методам, при которых психолог выступает в качестве приёмника, изучая человека в его естественной среде, отказавшись от О-методов, где психолог — оператор, использующий эксперимент, то есть помещающий исследуемый объект в искусственную среду. Свой подход Роджер Баркер называл экологической психологией.